# 活力公式
活力公式（vis viva equation），又称为轨道能量守恒方程（orbital energy conservation equation），是天体力学中的一个方程，表示二体问题中的总能量守恒，即轨道上任一点的动能与势能之和为常数。
该公式的名称来自拉丁文“活力”（vis viva）一词，其物理意义与动能类似，但现已不再使用。
对任意开普勒轨道，活力公式的表达式为：
{\displaystyle v^{2}=(G\!M\!)\left({{2 \over {r}}-{1 \over {a}}}\right)}
其中，
- {\displaystyle v\,\!}表示两天体间的相对速度
- {\displaystyle r\,\!}表示两天体间的相对距离
- {\displaystyle a\,\!}表示半长轴（椭圆：a>0；抛物线：{\displaystyle a=\infty } 或{\displaystyle {\tfrac {1}{a}}}=0；双曲线：a<0）
- {\displaystyle G\,\!}表示万有引力常数
- {\displaystyle M,m\,\!}表示两天体的质量